# 公職追放
公職追放（こうしょくついほう）は、政府の要職や民間企業の要職につくことを禁止すること。狭義には、日本が第二次世界大戦に降伏後、連合国軍最高司令官総司令部 (GHQ) の指令により、特定の関係者が公職に就くことを禁止された占領政策をいう。

## 概要
日本政府が1945年（昭和20年）9月2日に「日本国民を欺いて世界征服に乗り出す過ちを犯させた勢力を永久に除去する」とあるポツダム宣言第6項の宣言の条項の誠実な履行等を定めた降伏文書に調印し、同年9月22日にアメリカ政府が「降伏後におけるアメリカの初期対日方針」を発表し、第一部「究極の目的」を達成するための主要な手段の一つとして「軍国主義者の権力と軍国主義の影響力は日本の政治・経済及び社会生活により一掃されなければならない」とし、第三部「政治」と第四部「経済」の中でそれぞれ「軍国主義的又は極端な国家主義的指導者の追放」を規定していた。
同年10月4日のGHQの「政治的、公民的及び宗教的自由に対する制限の撤廃に関する覚書」で警察首脳陣と特高警察官吏の追放を指令し、同年10月22日の「日本の教育制度の行政に関する覚書」及び同年10月30日の「教職員の調査、精選、資格決定に関する覚書」で軍国主義的又は極端な国家主義的な教職員の追放を指令した。
昭和20年勅令第五百四十二号「ポツダム宣言受諾に伴い発する命令に関する件」に基づく「教職員の除去、就職禁止等に関する政令」の規定による審査は以下の判定標準によって行われた。
1. 侵略主義若しくは好戦的国家主義を鼓吹し、又はその宣伝に積極的に協力した者、並びに学説をもって大亜細亜政策東亜新秩序その他これに類似した政策及び満州事変、支那事変又は今次の戦争に、理念的基礎を与えた者
2. 独裁主義又はナチ的若しくはファシスト的全体主義を鼓吹した者
3. 人種的理由によって、他人を迫害し、又は排斥した者
4. 民族的優越感を鼓吹する目的で、神道思想を宣伝した者
5. 自由主義、反軍国主義等の思想を持つ者、又はいづれかの宗教を信ずる者を、その思想又は宗教を理由として迫害又は排斥した者
6. 右の各号のいづれにも当たらないが、軍国主義若しくは極端な国家主義を鼓吹した者、又はそのような傾向に迎合して、教育者としての思想的節操を欠くに至った者[2]

1946年（昭和21年）1月4日附連合国最高司令官覚書「公務従事に適しない者の公職からの除去に関する件」により、以下の「公職に適せざる者」を追放することとなった。下記の7分類でありA項からG項まであった。
1. 戦争犯罪人　A項
2. 陸海軍の職業軍人　B項
3. 超国家主義団体等の有力分子　C項
4. 大政翼賛会等の政治団体の有力指導者　D項
5. 海外の金融機関や開発組織の役員　E項
6. 満州・台湾・朝鮮等の占領地の行政長官　F項
7. その他の軍国主義者・超国家主義者　G項

公職追放指令を作成したのはGHQ民政局のチャールズ・ルイス・ケーディスと民政局員でドイツ占領にも関わったニューヨークの弁護士S・バイア―とハワイの弁護士M・グッドシルであった。
そこでは「好ましくない淘汰されるべき日本人」が具体的に七項目に分類されていた（上記A～G）。
G項目に関しては解釈次第でどのようにも決定できたことから、民政局政党課が大きな権限を持つことになったが、当時、民政局の動向を調査していた参謀2部の報告書によれば、この公職追放に携わったベアテ・シロタは、日本の警察及び官僚に対する憎悪という個人的な感情に基づいてアメリカ合衆国や最高司令官の威光を使用しており、このような人物が公職追放に携わったことは問題があったとしている。
公職追放の対象は軍人や公職にあった者のみならず、政界、財界、マスコミ界、教育界、町内会、部落会にまで及ぶ日本史上空前の大粛清であったという。
追放政策を発令したのはGHQ民政局であったが、追放指令については日本国民に対し口外してはならぬという箝口令が敷かれ、日本側との折衝はケーディスらが行った。
日本国内の共産党員やその同調者、左派集団も民政局に日本の指導者層の「清掃」を盛んに進言しており、野中参三も民政局を頻繁に訪れており、共産党中央委員志賀義雄も情報提供者だったという。また片山哲社会党委員長やのちに民社党初代委員長になる西尾末広や日本共産党幹部らも民政局政党課に出入りするようになっていった。
上記の連合国最高司令官覚書を受け、同年に「就職禁止、退官、退職等ニ関スル件」（公職追放令、昭和21年勅令第109号）が勅令形式で公布・施行され、戦争犯罪人、戦争協力者、大日本武徳会、大政翼賛会、護国同志会関係者がその職場を追われた。
解散中の衆議院議員466名のうち381名が追放され、次期立候補も禁止され、貴族院807名は罷免された。反軍演説で有名な斎藤隆夫元代議士も1946年2月21日に民政局に呼び出され聞き取り調査を行われている。斎藤自身は対象とはならなかったが、彼の創設した進歩党の公認候補270名のうち約90％が公職追放とされた。
1947年1月4日には「公職に関する就職禁止、退職等に関する勅令」の改正（昭和22年勅令第1号）、公職追放令施行命令の改正（同年閣令第1号）により公職の範囲が広げられ、戦前・戦中の有力企業や軍需産業、思想団体の幹部、多額寄付者なども対象になった。その結果、1948年5月までに20万人以上が追放される結果となった。

公職追放者は公職追放令の条項を遵守しているかどうかを確かめるために動静について政府から観察されていた。これは当初のアメリカの日本の戦後処分の方針であるハード・ピース路線として行われた。

一方、異議申立に対処するために1947年3月に公職資格訴願審査委員会が設置され（第1次訴願委員会）、1948年5月委員会が廃止されるまでの間に1,471件の訴願が取り扱われ、楢橋渡、保利茂、棚橋小虎ら148名の追放処分取消と犬養健ら4名の追放解除が認められた。
公職追放によって政財界の重鎮が急遽引退し、中堅層に代替わりすること（当時、三等重役と呼ばれた）によって日本の中枢部が一気に若返った。
1946年4月10日に旧政治家を粛清した後に衆議院総選挙が行われたために全議席の80％が新人議員となったが、民政局の公職追放の恩恵を受けて議席を得ていたため新憲法に反対するものはいなかった。また、生き残っていた議員達も公職追放を恐れて民政局に反対するものはいなかった。
逆に、官僚に対する追放は不徹底で、裁判官などは旧来の保守人脈がかなりの程度温存され、特別高等警察の場合も、多くは公安警察として程なく復帰した。また、政治家は衆議院議員の8割が追放されたが、世襲候補や秘書など身内を身代わりで擁立し、保守勢力の議席を守ったケースも多い。
GHQ下で長期政権を務めた吉田内閣時代は、名目は別にして実質としては吉田茂首相とソリが合わなかったために公職追放になったと思われた事例について、公職追放の該当理由がA項からG項までに区分されていたことになぞらえ、吉田のイニシャルをとってY項パージと揶揄された。
公職追放は戦争犯罪人の処罰と異なり、物故者に対しても行われた（例、東方会総裁中野正剛、1943年死去、追放時期は不明、1951年追放解除）。
1946年6月20日にはGHQ民政局のケーディスは木村内務大臣に町内会、部落会、隣組長を公選にするか組織を廃止するよう伝達し、これを受けた内務省は1947年1月22日付けで町内会、部落会、その連合会、隣組を廃止する新聞発表を行った。
公職追放の該当者は直ちに罷免され、退職金その他の諸手当も停止され、該当者だけでなくその家族も困窮し、親族・関係者らも社会から抹殺同然にされてしまう規定があったため当時の日本社会全体を恐怖で支配するものであった。

## 逆コース
この追放により各界の保守層の有力者の大半を追放した結果、学校やマスコミ、言論等の各界、特に啓蒙を担う業界で、労働組合員などいわゆる「左派」勢力や共産主義者が大幅に伸長する遠因になった。
その後社会情勢の変化が起こり、二・一ゼネスト計画などの労働運動が激化し、さらに大陸では国共内戦や朝鮮戦争などで共産主義勢力が拡大した。連合国軍最高司令官総司令部の占領政策は転換し、追放指定者は日本共産党員や共産主義者とそのシンパへと変わった（レッドパージ）。
また、講和が近づいた1949年12月、第2次吉田内閣を組閣した吉田首相は、日本の政治・経済再建のために必要な人物の復帰を求めるとの声明を公表し、GHQとの交渉が継続的に行われた結果、1949年2月に再び公職資格訴願審査委員会が設置された（第2次訴願委員会）。申請期限の5月8日までに32,089人の申請が受理されたが、1950年10月に発表された第一次追放解除者は10,090人に留まった（この際石井光次郎・安藤正純・平野力三らの追放が解除されている）。その後、9月と10月に陸海軍の下級将校3,250人が追加され、この年13,340人が追放解除となった。
翌1951年5月1日にマシュー・リッジウェイ司令官は、行き過ぎた占領政策の見直しの一環として、日本政府が「総司令部の指令施行のため出された現行の諸法令」を修正することを認めた。これにより公職追放の緩和・及び復帰に関する権限を得た日本政府は、総理大臣の権限において追放基準の緩和をおこない、6月に内閣直属の公職資格審査会を設置して追放非該当者を決定する作業を進めた結果、10月31日までに17万7,261人の追放を解除した。残る追放者は陸海軍将官や戦犯など17,977人となった。
同年11月29日、最後の公職資格訴願審査会（第3次訴願委員会）が設置され、申請のあった8,774人のうち7,233人を解除し（鈴木貫太郎・東久邇宮稔彦王・東郷茂徳・岡田啓介・宇垣一成・重光葵らが含まれる）、1,541人を解除不可として1952年4月26日審査会は使命を終えた。
1952年4月28日、サンフランシスコ平和条約の発効と同時に「公職に関する就職禁止、退職等に関する勅令等の廃止に関する法律」（公職追放令廃止法。昭和27年法律第94号）が施行されたことによって、すべての公職追放は解除となった。この時点まで追放状態に置かれていたのは、岸信介ら開戦当時の閣僚や服役中の戦犯などと、訴願申請を行わなかった者ら約5,700人であった。

## 追放の事例
多くの者が1951年の第一次追放解除で、残りの者も1952年には段階的に復帰し、最終的には「公職追放令廃止法」により追放解除となった。また、裁判官は一人も被追放者がいない。

### 政界
- 赤尾敏 - 右翼活動家、翼賛選挙では非推薦で当選。1951年解除後、大日本愛国党総裁に就任。
- 赤城宗徳 - 護国同志会の会員であったため、1946年1月から1951年8月まで公職追放。追放解除後、農林大臣、官房長官、防衛庁長官などを歴任。
- 池田成彬 - 三井合名理事、日本銀行総裁、第1次近衛内閣大蔵大臣、1945年A級戦犯容疑者に指定。翌年指定解除になるが、公職追放される。1950年追放解除を果たせぬまま死去。
- 石井光次郎 - 衆議院議員。戦時中、朝日新聞の取締役を務めていたため、衆議院議員転身後の1947年、商工大臣在任中に追放。1951年に解除されると、朝日放送社長を経て政界に復帰。後に法務大臣、衆議院議長。
- 石橋湛山 - 政治家、ジャーナリスト。戦前からの東洋経済新報社主宰を理由として、大蔵大臣在任中の1947年に公職追放。戦時中も一貫して軍部を批判し続けた石橋の追放には一部で批判もあった（石橋が反GHQであった[注釈 4]、名声を高めている事に対する吉田茂の追い落とし工作であるなどと憶測も飛んだ）。1951年追放解除。1956年に内閣総理大臣に就任。
- 石原莞爾 - 陸軍軍人、満洲事変を指揮した人物。極東国際軍事裁判山形県酒田市出張法廷で重要参考人として出廷したが、石原の主張は極東国際軍事裁判を認めず、そしてトルーマンとマッカーサーを批判した為と軍国主義者との理由で1948年（昭和23年）1月に追放され、翌1949年（昭和24年）8月15日に追放解除しないまま死去。
- 市川房枝 - 婦人運動家、参議院議員。大日本言論報国会の理事であったため、1947年に追放。1950年、追放解除。
- 植村甲午郎 - 農商務官僚、のち企画院次長。国家総動員法制定を指揮。日本経済連合委員会（現・日本経団連）会長在任中の1947年追放、1951年解除・復帰。
- 大達茂雄 - 小磯内閣で内務大臣。1946年追放、1952年解除。復帰後は第5次吉田内閣で文部大臣。
- 緒方竹虎 - 朝日新聞主筆。小磯内閣情報局総裁。1945年A級戦犯指定（のち不起訴）、翌年公職追放。1951年解除。第5次吉田内閣副総理。
- 小倉正恒 - 住友の6代目総理事、第2次近衛内閣で国務大臣、第3次近衛内閣で大蔵大臣。1951年に追放解除。
- 小田栄 - 元社会大衆党衆議院議員。戦地慰問や遺族激励などを行い、社会大衆党を離党して皇国日本党を結成、国家主義的運動を行った[20]。
- 唐沢俊樹 - 内務省警保局長、阿部内閣で法制局長官、貴族院勅選議員。東條内閣で内務次官。天皇機関説事件や大本弾圧に関与。1951年に追放解除、第1次岸内閣で法相。横浜事件を陰で指揮したとも言われる。
- 河野一郎 - 朝日新聞記者を経て政治家となる。1942年の翼賛選挙では非推薦で立候補して当選している。1945年の日本自由党の結成に参加。第1次吉田内閣の成立直後に追放。1951年に追放解除。のち衆議院議員に復帰、農林大臣。
- 渋沢敬三 - 日本銀行総裁、幣原内閣で大蔵大臣。渋沢栄一の孫。1946年に追放、1951年、追放解除。
- 膳桂之助 - 経済安定本部総務長官、物価庁長官。1947年第1回参議院議員通常選挙で当選するが、その直後に公職追放され、当選を辞退。1951年8月追放解除、同年11月25日死去。
- 灘尾弘吉 - 終戦時の内務次官。1947年に公職追放。1951年、追放解除。のち文部大臣、衆議院議長。
- 羽田武嗣郎 - 朝日新聞記者を経て政治家。戦時中は大政翼賛会に参加。1952年、追放解除。羽田孜元首相の父。
- 鳩山一郎 - 政治家。統帥権干犯問題を発生させて軍部の暴走を招いたことによる。1946年に追放、1951年に追放解除。1954年、内閣総理大臣。
- 東久邇稔彦 - 陸軍大将、内閣総理大臣。1947年皇籍離脱、その直後に梨本守正、朝香鳩彦ら軍歴のある元皇族とともに公職追放、1952年追放解除。
- 平野力三 - 政治家。追放決定当時は日本社会党衆議院議員。戦時中に所属していた団体が追放対象に加えられたことで該当者となる。平野は追放を差し止める仮処分を民事訴訟として起こし、東京地方裁判所はこれを認めたが、GHQは「GHQの指令による処分は日本の裁判の管轄外」と申し入れ、1948年2月に仮処分が取り消されて追放が確定した（平野事件）。1950年追放解除。
- 町田忠治 - 立憲民政党総裁。農林大臣。戦時中は翼賛政治会顧問。1945年日本進歩党総裁に就任するが、1946年1月公職追放。同年11月12日死去。
- 松野鶴平 - 立憲政友会幹事長。米内内閣鉄道大臣。1946年公職追放。選挙区には三男頼三が身代わり立候補。追放中は吉田茂の政治顧問。1951年追放解除。翌年の参議院補欠選挙で政界復帰。のち参議院議長。
- 松本治一郎 - 政治家、部落解放運動活動家。1946年に公職追放されるが一旦解除、しかし1949年に再び追放。1946年の追放理由は翼賛選挙で推薦議員だったためで、1949年の追放理由は参議院副議長としての「反皇室的」言動が吉田茂に睨まれたためといわれる。1951年追放解除。参議院議員に復帰。
- 三木武吉 - 報知新聞社社長。1942年の翼賛選挙では非推薦で立候補して当選。1945年の日本自由党の結成に参加。翌年の総選挙後、衆議院議長に内定するが、第1次吉田内閣の成立直後に追放。1951年に追放解除。衆議院議員に復帰、自由民主党総裁代行委員。
- 山崎巌 - 東久邇内閣で内務大臣。特別高等警察の廃止や治安維持法などの治安立法の廃止を拒否したため罷免命令を受けると共に追放。1951年解除。のち自治大臣兼国家公安委員長。
- 松本烝治 - 幣原内閣で国務大臣（憲法担当）。1950年追放解除。[21]

### 経済界
- 足立正 - 王子製紙社長。追放解除後、ラジオ東京（現TBS）社長、日本商工会議所会頭、日本生産性本部会長。
- 石田礼助 - 三井物産代表取締役、追放解除後、日本国有鉄道総裁。
- 二代伊藤忠兵衛 - 伊藤忠商事並びに丸紅の基礎を築いた実業家。1947年9月に公職追放、1950年10月に追放解除。
- 大河内正敏 - 貴族院議員。理化学研究所の3代目所長。1945年A級戦犯として収監。1946年から1951年8月6日まで公職追放。
- 小平浪平 - 日立製作所社長。1951年6月、追放解除。
- 五島慶太 - 東京急行電鉄社長。東條内閣で運輸通信大臣。1947年に追放。1951年、追放解除。
- 小林一三 - 阪急電鉄創業者。第2次近衛内閣で商工大臣、幣原内閣で国務大臣。1947年に追放。1951年追放解除。のちに東宝社長。
- 下出義雄 - 名古屋の企業家で、大同製鋼社長や、衆議院議員を務めた。追放解除後、名古屋証券取引所理事長。
- 下中弥三郎 - 平凡社社長、大政翼賛会発足に協力、大日本興亜連盟役員。1951年追放解除で平凡社社長に復帰。
- 田中正明 - 大日本興亜同盟職員、松井石根の中国訪問時に随員。復員後は南信時事新聞編集長。1949年に追放。
- 堤康次郎 - 西武グループの創設者で総帥・衆議院議員。1946年に公職追放される。1951年に追放解除され、翌年の衆議院議員総選挙で衆議院議員に復帰する。後に衆議院議長。
- 服部玄三 - 服部時計店社長。1946年に公職追放される。
- 松下幸之助 - 松下電器産業社長。1946年に公職追放、松下電器労組と連合国軍最高司令官総司令部の交渉の末、翌年の1947年に追放解除。

### 教育界
- 石原忍 - 1943年1月から1946年1月まで、前橋医学専門学校校長であったが、以前に軍歴があり、教職追放になり、自宅開業になった。
- 板沢武雄 - 日本近世史、日蘭貿易史を専門とする歴史学者。元東京帝国大学教授、法政大学教授。1948年1月から公職追放。1952年法政大学教授となる。
- 宇賀田順三 - 九州帝国大学法文学部教授（行政法）。1946年から1951年まで追放。1952年八幡大学学長となる。
- 小野清一郎 - 東京大学法学部教授（刑法）。1946年から1951年まで追放。
- 紀平正美 - 学習院教授。国民精神文化研究所役員だったため公職追放され、追放解除されないまま1949年死去。
- 木村秀政 - 東京大学教授（航空力学）。戦時中、軍用機の開発に関わったことが問題視された。日本大学教授（後に名誉教授）。
- 杉靖三郎 - 1928年東京帝国大学医学部卒。橋田邦彦の下で電気生理学を専攻。日本的科学に賛同し1941年国民精神文化研究所文化部主任。1947年3月から1951年8月まで公職追放。1946年から1951年まで医学書院編集長、1952年から1969年まで東京教育大学教授。戦後、公職追放になったが、セリエのストレス学説を紹介し、セックス評論、大衆医学知識の領域で活躍した。
- 西田直二郎 - 歴史学者としては「文化史学」「文化史観」の提唱で知られる。政治・思想においては保守的であり、滝川事件後の新聞部長に就任、新聞部内で高まりを見せていた自由主義擁護の風潮を押さえる側に回った。戦時中は国民精神文化研究所所員として戦意高揚に努めたが、これらの経歴が戦後の公職追放処分の理由になった。
- 西谷啓治 - 日本の哲学者・宗教哲学研究者。京都学派に属する。公職追放後、京都大学文学部名誉教授、文化功労者。
- 平泉澄 - 歴史学者、東京帝国大学教授。皇国史観の権威。教えを汲んだ者達は平泉学派と呼ばれる。1948年公職追放、1952年追放解除。
- 松前重義 - 東海大学創設者。戦時中は大政翼賛会総務部長、のち逓信省工務局長。1946年に公職追放、1950年に追放解除。
- 宮川米次 - 日本の医学者、病理学者、細菌学者。愛知県豊橋市出身。医学博士。東京大学名誉教授。東京帝国大学伝染病研究所所長を務め、伝染病・感染症の拡大防止、撲滅などに寄与した。公職追放され、後解除。
- 八木秀次 - 八木・宇田アンテナの開発者。電気工学者。戦時中は内閣技術院総裁。1946年大阪帝大総長に就任するが、その直後に公職追放。追放中は日本アマチュア無線連盟会長。1951年追放解除。同年日本学士院会員になる。文献によっては教職追放とあり、追放期間にも、国有鉄道審議会委員、日本学術会議会員、科学技術行政協議会委員、電気通信省運営審議会委員、日本工業標準調査会委員、参議院全国区に出馬（落選）、外資委員会委員を務めている[22]。
- 山田孝雄 - 国語学者、神宮皇學館大學学長。公職追放は1946年、追放解除は1951年。

### マスコミ
- 伊豆富人 - 九州日日新聞社社長。衆議院議員。
- 加藤謙一 - 講談社「少年倶楽部」編集長。後に学童社を創立し「漫画少年」を発刊。手塚治虫らを育てた。
- 菊池寛 - 作家、大映社長。内閣情報部参与として文芸銃後運動を提唱。追放中の1948年に死去。
- 正力松太郎 - 読売新聞社長。1945年、A級戦犯容疑で逮捕。巣鴨拘置所に収容される。1947年に不起訴で釈放され、その後追放される。1951年、追放解除。のちにCIAのスパイであることが判明。
- 徳富蘇峰 - ジャーナリスト、思想家。1945年にA級戦犯指定を受ける（不起訴）。のちに追放を受け、1952年解除。
- 前田久吉 - 大阪新聞社長、及び産経新聞創刊者。「大阪」での戦意高揚のため、1946年から1950年10月まで追放。
- 松本重治 - 日本のジャーナリスト。財団法人「国際文化会館」（東京都港区六本木）の専務理事。理事長。アメリカ学会の会長。1947年から公職追放。

### 知事など行政官
- 竹内徳治
- 伊藤清
- 高橋庸弥
- 高橋敏雄
- 関外余男
- 橋本政実
- 田中省吾
- 土肥米之
- 今井久
- 石井政一
- 柴山博
- 大島弘夫
- 鈴木脩蔵
- 並川義隆
- 澤重民
- 中島賢蔵
- 藤岡長敏
- 桜井安右衛門
- 長谷川透
- 武井群嗣
- 多湖實夫
- 広瀬永造
- 加藤於兎丸
- 中野善敦
- 三島誠也
- 藤野恵
- 林信夫
- 岡田文秀
- 小河正儀
- 二見直三
- 久保田畯
- 宮野省三
- 土岐銀次郎
- 小林光政
- 山縣三郎
- 白上佑吉
- 吉村哲三
- 小泉梧郎
- 宮田為益
- 相馬敏夫
- 赤星典太
- 宮崎通之助
- 小林千秋
- 永野若松
- 橋本清吉

### その他
- 岩本徹三 - 日本海軍の戦闘機搭乗員。『最強の零戦パイロット』と謳われた名操縦士。追放後、北海道に移住し農業を営む。1952年の追放解除後、益田大和紡績会社に転職。
- 円谷英二 - 映画監督・特撮監督。戦時中に軍人教育用の「教材映画」、戦意高揚目的の「戦争映画」の演出・特撮監督を務めたため、1947年に追放され、東宝を退職。1952年の追放解除により東宝に復帰。
- 原田大六 - 考古学者。復員後、故郷の福岡県前原町（現・糸島市）で中学校の代用教員をしていたが、中国大陸で憲兵をしていたことから追放。その後、在野の考古学者に転身。
- 堀野哲仙 - 書道家。書道翼賛連盟の責任者、書道界の指導者であったため追放。書写能力の向上に必要な範囲で指導してもよいとのことから1950年追放解除。
- 安岡正篤 - 思想家。大東亜省顧問。1952年に追放解除。
- 山岡荘八 - 作家。戦時中従軍作家の経験があったため追放。1950年追放解除。
- 海野十三 - 作家。軍事小説執筆、対敵活動の伝単の文案作成などの戦争協力者として追放[23]。
- 小泉苳三 - 歌集『山西前線』を公刊していたため追放。1952年9月に解除。
- 吉岡弥生 - 教育者、医師。戦争協力に指導的な役割を演じたため、教職追放ならびに公職追放。

この他に発足当初の自衛隊およびその前身である警察予備隊、保安隊、警備隊には追放解除された旧陸海軍人が多く在籍した。